# بوطاليا يانامونية
بوطاليا يانامونية (الاسم العلمي:Potalia yanamonoensis) هي نوع من النباتات يتبع جنس البوطاليا من الفصيلة الجنطيانية.